# Squelette (hippomobile)
 (août 2025).

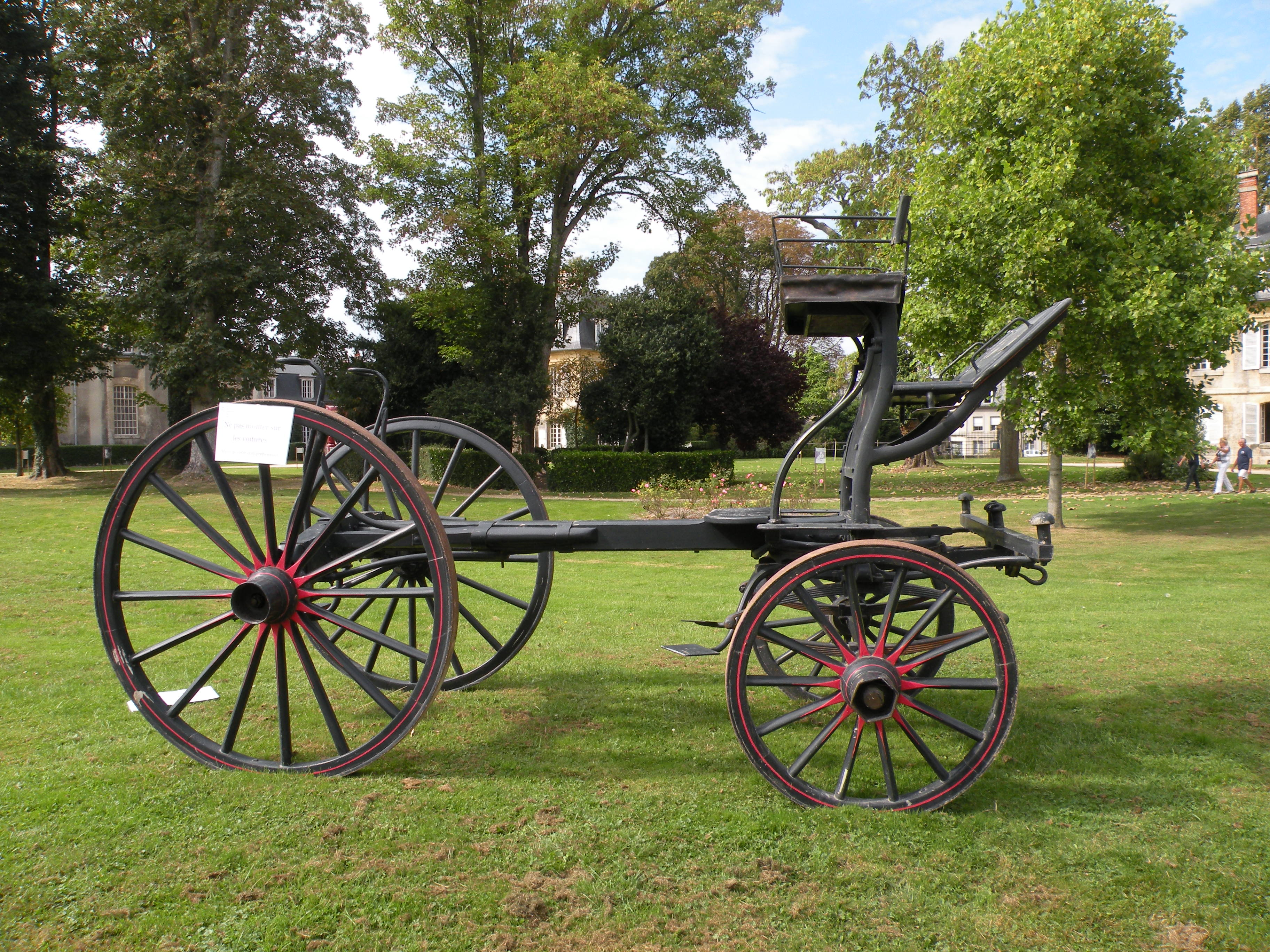
Squelette au haras national de Compiègne.

Squelette est le nom donné à une voiture hippomobile à quatre roues, destinée au dressage des jeunes chevaux. 

## Étymologie
La voiture hippomobile est nommée squelette parce qu'elle ne comporte aucune partie carrossée. 

## Historique
Le squelette a probablement existé avant la fin du XVIIe siècle. Il a été exporté au Royaume-Uni, où il a pris le nom de brake ou break. Par la suite[Quand ?], il a été carrossé et aménagé pour servir de moyen de transport à la campagne, en particulier comme voiture de chasse, et c'est sous le nom de break qu'il est revenu en France.

## Description
En général, on attelait deux chevaux, l'un dressé, le maître, et l'autre non dressé, l'écolier. 
La voiture comporte seulement une flèche reliant les deux essieux, un siège pour le cocher, de grands marchepieds et une sorte de plateforme où les assistants du cocher se tiennent debout, prêts à sauter et à se porter à la tête des chevaux en cas de besoin. Toute la voiture est conçue pour résister au comportement capricieux de chevaux non dressés.